# 데보라 밴 바켄버프

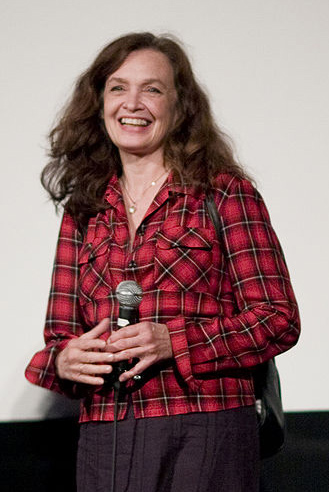

데보라 밴 바켄버프(Deborah Van Valkenburgh, 1952년 8월 29일 ~ )는 미국의 연극 배우, 영화배우, 텔레비전 배우이다.
스키넥터디에서 태어났다.

## 영화
- 케이트 맥콜 (2013년) - 벤더 판사 역
- 더 이벤트 (2010년) - 캔디스 라슨 역
- 스트리트 오브 파이어 2 - 로드 투 헬 (2008년)
- 살인마 가족 2 (2005년)
- 크리미널 (2004년)
- 초능력 소녀의 분노 2 (2002년)
- 체이싱 데스티니 (2000년)
- 민 건스 (1997년)
- 브레인 스매셔 (1993년)
- 용병 에릭 (1989년)
- 특명기동작전 테러지령 (1988년)
- 램페이지 (1987년)
- 스트리트 오브 파이어 (1984년)
- 워리어 (1979년)